# Liste von Burgen, Schlössern und Festungen im Département Indre-et-Loire
Die Liste von Burgen, Schlössern und Festungen im Département Indre-et-Loire listet bestehende und abgegangene Anlagen im Département Indre-et-Loire auf. Das Département zählt zur Region Centre-Val de Loire in Frankreich.

Wappen des Départements Indre-et-Loire (37)
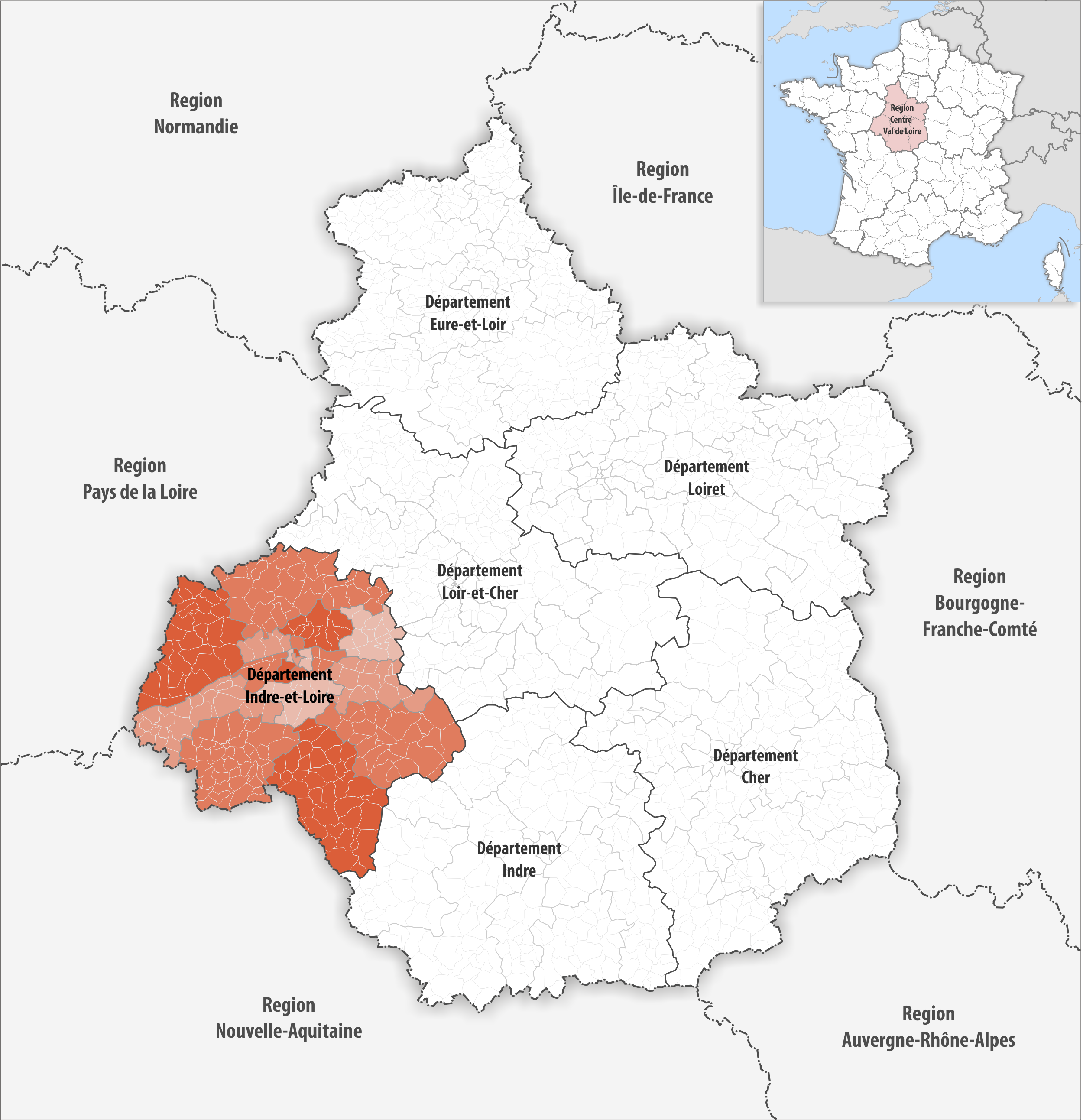
Lage des Départements Indre-et-Loire in der Region Centre-Val de Loire
Lage der Region Centre-Val de Loire in Frankreich

## Liste
Bestand am 13. Februar 2024: 103
| Name deu / fra                                                                     | Gemeinde / Lage                          | Typ (Untertyp)       | Bemerkungen | Bild |
| ---------------------------------------------------------------------------------- | ---------------------------------------- | -------------------- | --- | ---- |
| Schloss Amboise Château d'Amboise                                                  | Amboise 47,413642° N, 0,986021° O        | Schloss              | Das über der Stadt und der Loire auf einem Felsplateau errichtete Schloss war im 15. und 16. Jahrhundert mehrfach königliche Residenz. |      |
| Schloss Les Arpentis Château des Arpentis                                          | Saint-Règle 47,407597° N, 1,027102° O    | Schloss              | Heute ein Hotel |      |
| Schloss Artigny Château d'Artigny                                                  | Montbazon 47,280711° N, 0,690051° O      | Schloss              | |      |
| Schloss L’Auberdière Château de l'Auberdière                                       | Joué-lès-Tours                           | Schloss              | |      |
| Schloss Azay-le-Rideau Château d'Azay-le-Rideau                                    | Azay-le-Rideau 47,258977° N, 0,465909° O | Schloss              | |      |
| Burg Bagneux Château de Bagneux                                                    | Bournan                                  | Burg                 | |      |
| Herrenhaus Les Basses-Rivières Manoir des Basses-Rivières                          | Rochecorbon                              | Schloss (Herrenhaus) | |      |
| Schloss Baudry Château de Baudry                                                   | Cerelles                                 | Schloss              | |      |
| Schloss Beaulieu Château de Beaulieu                                               | Joué-lès-Tours                           | Schloss              | |      |
| Schloss La Bédouère Château de la Bédouère                                         | Cerelles                                 | Schloss              | |      |
| Schloss La Bourdaisière Château de La Bourdaisière                                 | Montlouis-sur-Loire                      | Schloss              | |      |
| Schloss La Branchoire Château de la Branchoire                                     | Chambray-lès-Tours                       | Schloss              | |      |
| Schloss Les Brétignolles Château des Brétignolles                                  | Anché                                    | Schloss              | |      |
| Schloss Les Bretonnières Château des Bretonnières                                  | Joué-lès-Tours                           | Schloss              | |      |
| Burg Bridoré Château de Bridoré                                                    | Bridoré                                  | Burg                 | |      |
| Schloss Candé Château de Candé                                                     | Monts                                    | Schloss              | |      |
| Schloss Candes Château de Candes                                                   | Candes-Saint-Martin                      | Schloss              | |      |
| Schloss Cangé Château de Cangé                                                     | Saint-Avertin                            | Schloss              | |      |
| Schloss La Carte Château de la Carte                                               | Ballan-Miré                              | Schloss              | |      |
| Schloss La Celle-Guenand Château de La Celle-Guenand                               | La Celle-Guenand                         | Schloss              | |      |
| Schloss Champchevrier Château de Champchevrier                                     | Cléré-les-Pins                           | Schloss              | |      |
| Schloss Champigny Château de Champigny-sur-Veude                                   | Champigny-sur-Veude                      | Schloss              | |      |
| Schloss Chanteloup Château de Chanteloup                                           | Amboise                                  | Schloss              | Ehemaliges Jagdschloss, nur der Park ist erhalten |      |
| Schloss Château-Gaillard Château-Gaillard                                          | Amboise                                  | Schloss              | |      |
| Burg La Corroirie Château-Monastère de la Corroirie                                | Montrésor                                | Burg (Abteiburg)     | |      |
| Burg Le Châtelier Château du Châtelier                                             | Paulmy                                   | Burg                 | Ruine |      |
| Schloss Chatigny Château de Châtigny                                               | Fondettes                                | Schloss              | |      |
| Schloss La Chatonnière Château de la Chatonnière                                   | Azay-le-Rideau                           | Schloss              | |      |
| Schloss Chenonceau Château de Chenonceau                                           | Chenonceaux                              | Schloss              | König Franz I. nutzte es ab 1535 als Jagdschloss, danach im Besitz etlicher Damen, u. a. Katharina von Medici, die prachtvolle Gärten anlegen und die berühmte Galerie über den Fluss Cher errichten ließ, heute eines der meistbesuchten Schlösser Frankreichs |      |
| Schloss La Chesnaye Château de la Chesnaye                                         | Cerelles                                 | Schloss              | |      |
| Burg Chinon Château de Chinon                                                      | Chinon                                   | Burg                 | Einst königliche Festung |      |
| Burg Cinq-Mars Château de Cinq-Mars                                                | Cinq-Mars-la-Pile                        | Burg                 | Ruine |      |
| Schloss Civray-de-Touraine Château de Civray-de-Touraine                           | Civray-de-Touraine                       | Schloss              | |      |
| Schloss Le Clos Lucé Château du Clos Lucé                                          | Amboise                                  | Schloss              | Leonardo da Vinci verbrachte hier auf Einladung des französischen Königs Franz I. seinen Lebensabend (1516–1519) |      |
| Herrenhaus La Côte Manoir de La Côte                                               | Reugny                                   | Schloss (Herrenhaus) | |      |
| Schloss Le Coudray-Montpensier Château du Coudray Montpensier                      | Seuilly                                  | Schloss              | |      |
| Schloss La Cour-au-Berruyer Château de la Cour-au-Berruyer                         | Cheillé                                  | Schloss              | |      |
| Schloss La Crouzillière Château de la Crouzillière                                 | Joué-lès-Tours                           | Schloss              | |      |
| Schloss L’Epan Château de l'Epan                                                   | Joué-lès-Tours                           | Schloss              | |      |
| Schloss L’Estang Château de l'Estang                                               | Orbigny                                  | Schloss              | |      |
| Burg Les Étangs Château des Étangs                                                 | Bossée                                   | Burg                 | teilweise Ruine |      |
| Schloss Falèche Château de Falèche                                                 | Saint-Germain-sur-Vienne                 | Schloss              | |      |
| Schloss Le Fay Château du Fay                                                      | Bossée                                   | Schloss              | Ruine |      |
| Schloss Fontenay Château de Fontenay                                               | Bléré                                    | Schloss              | |      |
| Herrenhaus Fontenay Manoir de Fontenay                                             | Lignières-de-Touraine                    | Schloss (Herrenhaus) | |      |
| Schloss Le Gerfaut Château du Gerfaut                                              | Azay-le-Rideau                           | Schloss              | Nördlich von Azay-le-Rideau, heute ein Gästehaus |      |
| Schloss Gizeux Château de Gizeux                                                   | Gizeux                                   | Schloss              | |      |
| Schloss Le Grand-Pressigny Château du Grand-Pressigny                              | Le Grand-Pressigny                       | Schloss              | Teilweise Ruine |      |
| Schloss La Grenadière Château de la Grenadière                                     | Saint-Cyr-sur-Loire                      | Schloss              | Heute ein Reitzentrum |      |
| Schloss La Grille Château de la Grille                                             | Chinon                                   | Schloss              | |      |
| Schloss Grillemont Château de Grillemont                                           | La-Chapelle-Blanche-Saint-Martin         | Schloss              | |      |
| Herrenhaus La Guêpière Manoir de la Guêpière                                       | Nazelles-Négron                          | Schloss (Herrenhaus) | |      |
| Schloss La Guerche Château de la Guerche                                           | La Guerche                               | Schloss              | |      |
| Schloss Hodebert Château d'Hodebert                                                | Saint-Paterne-Racan                      | Schloss              | |      |
| Schloss L’Islette Château de l'Islette                                             | Cheillé                                  | Schloss              | |      |
| Schloss Jallanges Château de Jallanges                                             | Vernou-sur-Brenne                        | Schloss              | |      |
| Schloss Langeais Château de Langeais                                               | Langeais                                 | Schloss              | |      |
| Burg Loches Château de Loches                                                      | Loches                                   | Burg                 | Ruine |      |
| Schloss Loches Logis royal de Loches                                               | Loches                                   | Schloss (Logis)      | |      |
| Schloss Luynes Château de Luynes                                                   | Luynes                                   | Schloss              | |      |
| Schloss La Marbellière Château de la Marbellière                                   | Joué-lès-Tours                           | Schloss              | |      |
| Schloss Marçay Château de Marçay                                                   | Marçay                                   | Schloss              | Heute ein Hotel |      |
| Schloss Marcilly-sur-Maulne Château de Marcilly-sur-Maulne                         | Marcilly-sur-Maulne                      | Schloss              | |      |
| Schloss Môh Château de Môh                                                         | Candes-Saint-Martin                      | Schloss              | Ersetzte im 19. Jahrhundert ein Gebäude, das Ende des 17. Jahrhunderts erbaut wurde und als Sommerresidenz für die Erzbischöfe von Tours diente |      |
| Schloss Monaville Château de Monaville                                             | Noizay                                   | Schloss              | An der Straße Côte de Monaville |      |
| Schloss Moncontour Château de Moncontour                                           | Vouvray                                  | Schloss              | |      |
| Herrenhaus Montfort Manoir de Montfort                                             | Chançay                                  | Schloss (Herrenhaus) | |      |
| Burg Montbazon Forteresse de Montbazon                                             | Montbazon                                | Burg                 | Ruine |      |
| Schloss Montpoupon Château de Montpoupon                                           | Céré-la-Ronde                            | Schloss              | |      |
| Schloss Montrésor Château de Montrésor                                             | Montrésor                                | Schloss              | Teilweise Ruine |      |
| Schloss La Motte-Sonzay Château de la Motte-Sonzay                                 | Sonzay                                   | Schloss              | |      |
| Schloss Le Mousseau Château du Mousseau                                            | Orbigny                                  | Schloss              | |      |
| Schloss Nazelles Château de Nazelles                                               | Nazelles-Négron                          | Schloss              | |      |
| Schloss Nitray Château de Nitray                                                   | Athée-sur-Cher                           | Schloss              | |      |
| Schloss Noizay Château de Noizay                                                   | Noizay                                   | Schloss              | Heute Gästehaus und Restaurant |      |
| Schloss Les Ormeaux Château des Ormeaux                                            | Nazelles-Négron                          | Schloss              | |      |
| Schloss Paulmy Château de Paulmy                                                   | Paulmy                                   | Schloss              | |      |
| Herrenhaus La Perraudière Manoir de La Perraudière                                 | Saint-Cyr-sur-Loire                      | Schloss (Herrenhaus) | |      |
| Schloss Perreux Château de Perreux                                                 | Nazelles-Négron                          | Schloss              | |      |
| Herrenhaus Le Petit Falèche Manoir du Petit-Falèche                                | Saint-Germain-sur-Vienne                 | Schloss (Herrenhaus) | |      |
| Schloss Le Petit Thouars Château du Petit-Thouars                                  | Saint-Germain-sur-Vienne                 | Schloss              | |      |
| Schloss Plessis-lès-Tours Château de Plessis-lèz-Tours                             | La Riche                                 | Schloss              | |      |
| Schloss Les Réaux Château des Réaux                                                | Bourgueil                                | Schloss              | |      |
| Schloss Les Réaux Château des Réaux                                                | Chouzé-sur-Loire                         | Schloss              | |      |
| Schloss Reignac Château de Reignac                                                 | Reignac-sur-Indre                        | Schloss              | |      |
| Schloss Richelieu Château de Richelieu                                             | Richelieu                                | Schloss              | Nur noch der Park vorhanden |      |
| Schloss Rigny Château de Rigny                                                     | Joué-lès-Tours                           | Schloss              | |      |
| Schloss Le Rivau Château du Rivau                                                  | Lémeré                                   | Schloss              | |      |
| Schloss La Roche-Racan Château de la Roche Racan                                   | Saint-Paterne-Racan                      | Schloss              | |      |
| Schloss Rochecotte Château de Rochecotte                                           | Coteaux-sur-Loire                        | Schloss              | |      |
| Schloss Saché Château de Saché                                                     | Saché                                    | Schloss              | |      |
| Schloss Saint-Sénoch Château de Saint-Sénoch                                       | Varennes                                 | Schloss              | |      |
| Burg Sainte-Maure-de-Touraine Château de Sainte-Maure-de-Touraine                  | Sainte-Maure-de-Touraine                 | Burg                 | Ruine |      |
| Schloss Taillard Château Taillard                                                  | Joué-lès-Tours                           | Schloss              | |      |
| Schloss Tours Château de Tours                                                     | Tours                                    | Schloss              | Heute städtisches Kulturzentrum |      |
| Schloss Ussé Château d'Ussé                                                        | Rigny-Ussé                               | Schloss              | |      |
| Schloss Les Vallées Château des Vallées                                            | Tournon-Saint-Pierre                     | Schloss              | |      |
| Schloss La Vallière Château de La Vallière                                         | Reugny                                   | Schloss              | |      |
| Schloss Valmer Château de Valmer                                                   | Chançay                                  | Schloss              | |      |
| Burg Vaujours Château de Vaujours                                                  | Château-la-Vallière                      | Burg                 | Ruine |      |
| Schloss Véretz Château de Véretz                                                   | Véretz                                   | Schloss              | |      |
| Schloss Villandry Château de Villandry                                             | Villandry                                | Schloss              | Bekannt vor allem für seine Gärten |      |
| Schloss La Villaumaire Château de La Villaumaire                                   | Huismes                                  | Schloss              | |      |
| Schloss Le Vivier des Landes Château du Vivier des Landes (Château des Sept Tours) | Courcelles-de-Touraine                   | Schloss              | Heute ein Hotel und Golf-Resort |      |